# Scarchives Vol. 1
Scarchives Vol. 1 è un album discografico di raccolta del gruppo heavy metal finlandese Lordi, pubblicato nel 2012.
Il disco è uscito in formato CD + DVD e celebra i venti anni di attività. Il CD, in particolare, intitolato Bend Over and Pray the Lord, è stato registrato nel 1997 con la formazione originale ed include brani inediti.

## Tracce
Bend Over and Pray the Lord (CD)
1. Playing The Devil (Bend Over and Pray the Lord) - 4:10
2. Cyberundertaker - 4:35
3. Steamroller - 4:42
4. Almost Human - 3:14 (Kiss cover)
5. Idol - 5:12
6. Paint in Blood - 3:48
7. Death Suits You Fine - 3:55
8. I Am the Leviathan - 3:26
9. Take Me to Your Leader - 4:25
10. Monstermotorhellmachine - 5:13
11. The Dead Are The Family - 3:35
12. White Lighting Moonshine - 5:07
13. With Love And Sledgehammer - 3:59
14. Get Heavy (bonus track) - 3:00
15. Hulking Dynamo (bonus track) - 3:03

Get Heavy—First Gig Ever (DVD)
1. Getting Ready
2. Scarctic Circle Gathering
3. Get Heavy
4. Hellbender Turbulence
5. Devil Is a Loser
6. Dynamite Tonite
7. Icon of Dominance
8. Enary Solo
9. Biomechanic Man
10. Monster Monster
11. Not the Nicest Guy
12. Last Kiss Goodbye
13. Rock the Hell Outta You
14. Would You Love a Monsterman?

## Formazione
CD
- Mr. Lordi - voce
- Amen - chitarra
- G-Stealer - basso
- Enary - tastiere
- Magnum - basso (15), cori (1,8)
- Kita - batteria (15)

DVD
- Mr. Lordi - voce
- Amen - chitarra
- Enary - tastiere
- Kalma - basso
- Kita - batteria